# ماریا کونده
ماریا کونده (اسپانیایی: María Conde‎؛ زادهٔ ۱۴ ژانویهٔ ۱۹۹۷) بازیکن بسکتبال زن اهل اسپانیا است.
وی در مسابقات کشوری و بین‌المللی در مجموع برندهٔ ۱ مدال طلا، ۱ مدال نقره شده‌است.